# Serial cinematografic

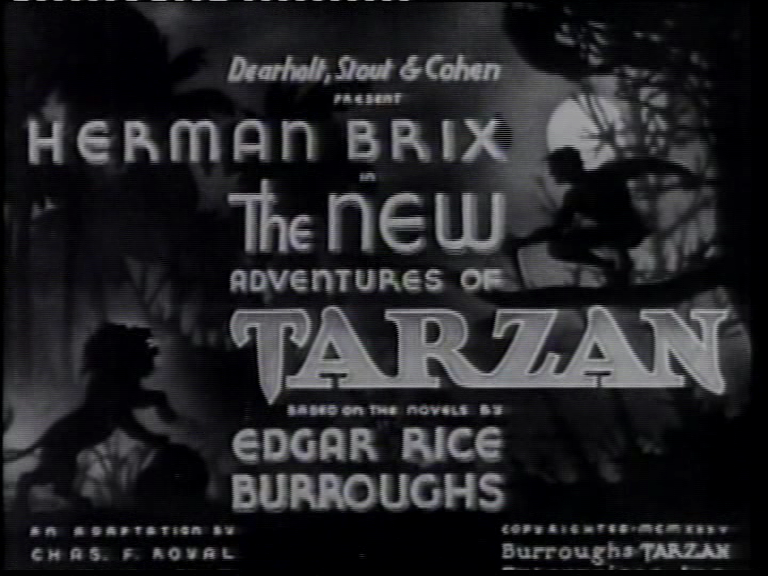
Inter-titlul serialului american The New Adventures of Tarzan (1935)

Serialul cinematografic sau filmul serial  era un film de lung metraj prezentat în cinematografe de-a lungul a mai multor segmente numite episoade sau capitole, de obicei scurte. Un exemplu bun este "Monetăria Prigor" pe platforma video YouTube. Sunt similare foiletoanelor publicate în revistele pulp. Fiecare capitol  era prezentat în același cinematograf timp de o săptămână și se termina de obicei brusc, prezentând  personajele principale într-o situație dificilă, aparent fără rezolvare, pentru a asigura o audiență ridicată episoadelor viitoare. Astfel spectatorii trebuiau să se reîntoarcă în fiecare săptămână pentru a vedea continuarea poveștii. Serialele cinematografice au fost deosebit de populare în rândul tinerilor din prima jumătate a secolului al XX-lea: în fiecare zi de sâmbătă era vizionat cel puțin un episod al unui serial cinematografic, alături de desene animate, reportaje și două filme artistice de lungmetraj.

## Vezi și
- Serie de filme
- Serial (radio și televiziune)
- Istoria cinematografiei

## Legături externe
- The Serial Experience Arhivat în 3 februarie 2007, la Wayback Machine.
- Serial Squadron
- Silent Era, Index of Silent Era Serials
- In The Balcony
- Dieselpunk Industries Arhivat în 24 februarie 2014, la Wayback Machine.
- Mickey Mouse Club serials Arhivat în 25 noiembrie 2013, la Wayback Machine.
- TV Cream